# Girl, Interrupted
Girl, Interrupted (bra: Garota Interrompida ou Garota, Interrompida; prt: Vida Interrompida) é um filme de drama biográfico norte-americano de 1999, dirigido por James Mangold, com roteiro dele, Lisa Loomer e Anna Hamilton Phelan baseado no livro de memórias Girl, Interrupted, de Susanna Kaysen, que conta seus 18 meses de internação num hospital psiquiátrico.
Estrelado por Winona Ryder — também produtora executiva do filme —, Angelina Jolie, Clea DuVall, Brittany Murphy, Whoopi Goldberg, Elisabeth Moss e Vanessa Redgrave, Girl, Interrupted estreou com um lançamento limitado em 21 de dezembro de 1999, expandindo-se no mês seguinte.
Apesar das críticas mistas dos jornalistas especializados, a atuação de Jolie foi elogiada e lhe rendeu o Oscar de Melhor Atriz Coadjuvante, o Globo de Ouro de melhor atriz coadjuvante em cinema, e o Prémio Screen Actors Guild de melhor atriz secundária em cinema.
A autora, Susanna Kaysen, estava entre os detratores do filme, acusando Mangold de adicionar "bobagem melodramática" à história inventando pontos da trama que não estavam no livro (como Lisa e Susanna fugindo juntas).

## Sinopse
Em 1967, após consulta com psicólogo, Susanna Kaysen foi diagnosticada com transtorno de personalidade borderline. Enviada para um hospital psiquiátrico, onde viveu nos dois anos seguintes, ela conhece um novo mundo, de jovens garotas transtornadas. Entre elas está Lisa Rowe, uma charmosa sociopata que organiza uma fuga com Susanna, Georgina e Polly, com o intuito de retomarem suas vidas.

## Elenco
- Winona Ryder.... Susanna Kaysen, a protagonista. Ela tinha dezoito anos quando diagnosticada com transtorno de personalidade borderline.[10]
- Angelina Jolie.... Lisa Rowe, diagnosticada como uma sociopata. Carismática, manipuladora, rebelde e abusiva, ela está na instituição desde os nove anos e escapou várias vezes ao longo de seus oito anos lá, mas sempre é pega e trazida de volta eventualmente. Ela é procurada pelos outros pacientes e forma um vínculo estreito com Susanna.[11]
- Clea DuVall.... Georgina Tuskin, uma mentirosa patológica. Ela é a colega de quarto de dezessete anos de Susanna e sua melhor amiga ao lado de Lisa na instituição. Susanna confia nela sobre a vida e Georgina informa Susanna sobre as outras garotas de lá.
- Brittany Murphy.... Daisy Randone, uma garota de dezoito anos abusada sexualmente com bulimia e TOC que se corta. Ela guarda as carcaças do frango cozido que o pai a leva para o quarto. Ela tira a própria vida na manhã seguinte ao ser verbalmente atacada por Lisa.
- Elisabeth Moss... Polly 'Torch' Clark, uma vítima de queimadura que sofre de esquizofrenia. Ela tem dezesseis anos e é muito infantil e facilmente aborrecida. Georgina informa Susanna que Polly foi internada em Claymoore depois que seus pais lhe disseram que ela teria que desistir de seu filhote por causa de suas alergias a ele, e em resposta ela derramou gasolina na área afetada e acendeu, deixando seu rosto terrivelmente marcado. Mais tarde, é revelado no arquivo de Polly que ela foi vítima de um incêndio em casa.
- Angela Bettis.... Janet Webber, uma anoréxica. Como Lisa, ela é abrasiva e aparentemente distante, mas também é facilmente irritada ou chateada. Ela tem vinte anos.
- Jillian Armenante.... Cynthia Crowley, Ela afirma que é uma sociopata como Lisa, mas Lisa nega a afirmação e afirma que ela é uma "dyke". Ela tem 22 anos e é facilmente divertida.
- Travis Fine.... John, um enfermeiro apaixonado por Susanna. Mais tarde, ele é enviado para trabalhar na ala masculina, depois que ele e Susanna se beijam e adormecem juntos.
- Kurtwood Smith.... Dr. Crumble, um colega do pai de Susanna e terapeuta aposentado, que vê Susanna como uma paciente como um favor para seu pai e a envia para Claymoore.
- Jeffrey Tambor.... Dr. Melvin Potts
- Joanna Kerns.... Annette Kaysen, mãe de Susanna.
- Ray Baker.... Carl Kaysen, pai de Susanna.
- Jared Leto.... Toby Jacobs, ex-namorado de Susanna, que planeja fugir para o Canadá depois de ser convocado para o serviço militar.
- Vanessa Redgrave.... Dra. Susan Wick
- Whoopi Goldberg.... Valerie Owens
- Bruce Altman.... Professor Gilcrest, um professor universitário com quem Susanna teve um caso.
- Mary Kay Place.... Barbara Gilcrest, esposa do professor Gilcrest.
- KaDee Strickland.... Bonnie Gilcrest, filha do professor Gilcrest.
- Robin Reck.... Theresa McCullian.
- Misha Collins.... Tony

## Produção

### Desenvolvimento
Em 1967, Susanna Kaysen tinha 18 anos e tomou uma combinação quase fatal de 50 comprimidos de aspirina e uma garrafa de vodca. Seus pais a levaram a um psiquiatra, que convenceu a garota a uma internação voluntária no famoso hospital psiquiátrico McLean, em Boston, conhecido por incluir em sua lista de pacientes a poeta Sylvia Plath e os cantores James Taylor e Ray Charles, o hospital foi o lar de Susanna por 18 meses, e esse período é a matéria-prima do filme. Winona Ryder leu o livro homônimo de Susanna logo após seu lançamento, em 1993, e desde então começou a batalhar pela adaptação cinematográfica. Apenas cinco anos depois, ela encontrou no diretor James Mangold alguém com o mesmo entusiasmo pelo projeto. A intérprete de Kaysen no filme, Winona Ryder, também já passou cinco dias no setor de psiquiatria de um hospital americano quando, após gravar o filme A Casa dos Espíritos na Europa, ter passado por uma separação amorosa e sem conseguir dormir, ela se internou de forma voluntária para descanso. A repercussão do caso na imprensa incomodou a atriz por muito tempo. "Foi tudo muito exagerado. Era como se, por ser atriz, eu não tivesse o direito de ter problemas, até mesmo de ficar deprimida", afirmou Winona à Folha de S.Paulo. Hoje, porém, ela fala de sua internação sem problemas. "Não cheguei a conversar com ninguém, mas senti uma atmosfera de camaradagem entre os pacientes. Era um bando de gente caminhando para lá e para cá durante a noite. Só alguns me olhavam com ares de "você também no mesmo barco, Winona?'", brinca. Ela explicou a razão que a levou a assumir a posição de produtora executiva do filme. "Não é por questão de crédito ou coisa parecida. Se tomo a decisão de também produzir meus projetos, é simplesmente pela vontade de proteger ao máximo a idéia dos cineastas e os roteiros a que me dedico. Só isso", explica.
As botas usadas por Angelina Jolie no filme foram leiloadas no site eBay, pelo preço inicial de 1.500 dólares. O site de leilões não informa a numeração das botas, que serão vendidas com um certificado de autenticidade e podem ser compradas imediatamente por 2 mil dólares.

## Filmagem
As filmagens ocorreram na Main Street, em Mechanicsburg, Pensilvânia, e também no Harrisburg State Hospital, em Harrisburg, Pensilvânia. Mechanicsburg foi escolhido por sua aparência antiquada e sua farmácia à moda antiga, intitulada simplesmente "Drugs", que deram ao filme sua aparência antiga. Uma filmagem vista no trailer mostra uma van viajando em direção ao centro de Harrisburg sobre a State Street Bridge, onde o edifício do Capitólio é claramente visível. Cenas posteriormente excluídas também foram filmadas no Museu Público de Reading.

## Recepção

### Bilheteria
Com um orçamento de US$ 40 milhões, o filme arrecadou US$ 28,9 milhões nos Estados Unidos e US$ 19,4 milhões no exterior, totalizando US$ 48,3 milhões.

## Prêmios e indicações
| Prêmio             | Categoria                | Recipiente     | Resultado |
| ------------------ | ------------------------ | -------------- | --------- |
| Oscar 2000         | Melhor atriz coadjuvante | Angelina Jolie | Venceu    |
| Globo de Ouro 2000 | Melhor atriz coadjuvante | Angelina Jolie | Venceu    |

## Trilha sonora
As canções mostradas no filme.
1. The Doors com a canção "Roadhouse Blues"
2. Merrilee Rush com a canção "Angel of the Morning"
3. Petula Clark com a canção "Downtown"
4. Skeeter Davis com a canção "The End of the World"
5. Aretha Franklin com a canção "Night Time Is the Right Time"
6. Jefferson Airplane com a canção "Comin' Back to Me"
7. Them com a canção "It's All Over Now, Baby Blue"
8. The Chambers Brothers com a canção "Time Has Come Today'"
9. The Band com a canção "The Weight"
10. The Mamas & the Papas com a canção "Got a Feeling"
11. Wilco com a canção "How to Fight Loneliness"
12. Simon & Garfunkel com a canção "Bookends Theme"